# Districte de Nampula
El districte de Nampula-Rapale és un districte de Moçambic, situat a la província de Nampula. Té una superfície de 3.650 kilòmetres quadrats. En 2007 comptava amb una població de 208.466 habitants. Limita al nord amb el districte de Muecate i el districte de Mecubúri, a l'oest amb el districte de Ribáuè, al sud-oest amb el districte de Murrupula, al sud amb el districte de Mogovolas i a l'est amb el districte de Meconta.

## Divisió administrativa
El districte està dividit en quetre postos administrativos (Anchilo, Mutivaze, Namaita i Rapale), compostos per les següents localitats:
- Posto Administrativo d'Anchilo:
  - Anchilo
  - Namachilo
  - Namigonha
  - Napuri
  - Saua-Saua
- Posto Administrativo de Mutivaze:
  - Mutivaze
- Posto Administrativo de Namaita:
  - Namaita
- Posto Administrativo de Rapale:
  - Caramaja Napome
  - Rapale
  - Tchaiane